# Augusto Córtina Aravena
Augusto Córtina Aravena (La Plata, 31 de marzo de 1902-Buenos Aires, 1981) fue un filólogo, traductor y crítico literario argentino.

## Biografía
Fue miembro de la Academia Argentina de Letras. Editó la primera versión de La vida es sueño de Pedro Calderón de la Barca, la de 1638; también hizo una edición del Cancionero de Jorge Manrique y de El crotalón o crótalon. Editó además obras de Gómez Manrique, Garcilaso de la Vega el Inca, José Amador de los Ríos, el marqués de Santillana, Rafael Obligado, Rosalía de Castro y García de la Huerta. Tradujo Las islas Malvinas de Paul Groussac.

## Ediciones
- The mayor of Zalamea (El alcalde de Zalamea) de Pedro Calderón de la Barca 1955
- Obra poética de Rosalía de Castro, 1942
- Comentarios reales de Garcilaso de la Vega, el Inca, 1942
- Vida del marqués de Santillana de José Amador de los Ríos, 1947
- Cancionero de Jorge Manrique 1929
- Libro primero de las Epístolas familiares de fray Antonio de Guevara 1925
- Obras de Íñigo López de Mendoza, marqués de Santillana, 1946
- El crotalón de Cristóbal de Villalón 1942
- Regimiento de príncipes, y otras obras de Gómez Manrique 1947
- Life is a dream: La vida es sueño de Pedro Calderón de la Barca 1954
- Obra completa de Jorge Manrique 1940
- Poesías de Rafael Obligado 1941
- Raquel; Agamenón Vengado de Vicente Antonio García de la Huerta 1947